# Stenus formicetorum
Stenus formicetorum är en skalbaggsart som beskrevs av Mannerheim 1843. Stenus formicetorum ingår i släktet Stenus, och familjen kortvingar. Arten är reproducerande i Sverige.